# ماریو زیرونلی
ماریو زیرونلی (ایتالیایی: Mauro Zironelli؛ زادهٔ ۲۱ ژانویهٔ ۱۹۷۰) بازیکن فوتبال بازنشسته اهل ایتالیا است؛ وی در حال حاضر در پیشه سرمربی‌گری مشغول به کار است و هدایت باشگاه فوتبال زیر ۲۳ سال یوونتوس در سری سی را برعهده دارد.
از باشگاه‌هایی که زیرونلی در آن بازی کرده‌است می‌توان به باشگاه فوتبال ونتزیا، باشگاه فوتبال فیورنتینا، و باشگاه فوتبال ویچنزا، باشگاه فوتبال دلفینو پسکارا، باشگاه فوتبال کیه‌وو ورونا و باشگاه فوتبال مودنا اشاره کرد.